# Saturday Night Live
Saturday Night Live (abreviat SNL) este un spectacol de televiziune nocturn produs în Statele Unite. SNL este o combinație de comedie și varietăți dezvoltat de Michaels Lorne și Dick Ebersol. Emisiunea a avut premiera pe NBC, rețea de televiziune terestră din Statele Unite, pe 11 octombrie 1975, sub titlul NBC's Saturday Night.

## Vezi și
- Cele mai bune 50 de seriale din toate timpurile #10